# Tennis de taula als Jocs Olímpics d'estiu de 1992
Als Jocs Olímpics d'Estiu de 1992 celebrats a la ciutat de Barcelona (Catalunya) es van disputar 4 proves de tennis de taula, dues en categoria masculina i dues més en categoria femenina, tant en individual com en dobles. La competició tingué lloc al Poliesportiu de l'Estació del Nord.
Hi participaren un total de 159 tennistes, 80 homes i 79 dones, de 48 comitès nacionals diferents.

## Resum de medalles

### Categoria masculina
| Prova                      | Or                               | Argent                                 | Bronze                                      | Bronze                                  |
| Individual masculí Detalls | Jan Ove Waldner                  | Jean Philippe Gatien                   | Kim Taek-Soo                                | Ma Wenge                                |
| Dobles masculins Detalls   | R.P. de la XinaLu Lin · Wang Tao | AlemanyaSteffen Fetzner · Jörg Roßkopf | Corea del SudKang Hee-Chan · Lee Chul-Seung | Corea del SudKim Taek-Soo · Yoo Nam-Kyu |

### Categoria femenina
| Prova                     | Or                                     | Argent                             | Bronze                                | Bronze                                   |
| Individual femení Detalls | Deng Yaping                            | Qiao Hong                          | Li Bun-Hui                            | Hyun Jung-Hwa                            |
| Dobles femenins Detalls   | R.P. de la XinaDeng Yaping · Qiao Hong | R.P. de la XinaChen Zihe · Gao Jun | Corea del NordLi Bun-Hui · Yu Sun-Bok | Corea del SudHyun Jung-Hwa · Hong Cha-Ok |

## Medaller
| Posició | País            | Or | Argent | Bronze | Total |
| 1       | R.P. de la Xina | 3  | 2      | 1      | 6     |
| 2       | Suècia          | 1  | 0      | 0      | 1     |
| 3       | Alemanya        | 0  | 1      | 0      | 1     |
| 3       | França          | 0  | 1      | 0      | 1     |
| 5       | Corea del Sud   | 0  | 0      | 5      | 5     |
| 6       | Corea del Nord  | 0  | 0      | 2      | 2     |